# Truman (Minnesota)
Truman ist eine Kleinstadt (mit dem Status „City“) im Martin County im US-amerikanischen Bundesstaat Minnesota. Das U.S. Census Bureau hat bei der Volkszählung 2020 eine Einwohnerzahl von 1.092 ermittelt.

## Geografie
Truman liegt im Süden Minnesotas auf 43°49′40″ nördlicher Breite und 94°26′14″ westlicher Länge. Der Ort erstreckt sich über eine Fläche von 2,82 km².
Benachbarte Orte von Truman sind Lewisville 12 km nördlich, Granada (22,2 km südöstlich), Northrop (11,6 km südlich), Trimont (29,2 km westsüdwestlich) und Ormsby (23,1 km westlich).
Die nächstgelegenen größeren Städte sind Minneapolis (193 km nordöstlich), Minnesotas Hauptstadt Saint Paul (202 km in der gleichen Richtung), Rochester (194 km östlich), Iowas Hauptstadt Des Moines (331 km südsüdöstlich), Omaha in Nebraska (407 km südsüdwestlich), Sioux Falls in South Dakota (208 km westlich) und Fargo in North Dakota (451 km nordwestlich).

## Verkehr
Die Minnesota State Route 15 führt in Nord-Süd-Richtung als Hauptstraße durch Truman. Alle weiteren Straßen innerhalb von Truman sind untergeordnete Landstraßen, teils unbefestigte Fahrwege oder innerstädtische Verbindungsstraßen.
Mit dem Fairmont Municipal Airport liegt 24,9 km südlich von Truman ein Regionalflugplatz. Der nächste Großflughafen ist der Minneapolis-Saint Paul International Airport (188 km nordöstlich).

## Demografische Daten
Nach der Volkszählung im Jahr 2010 lebten in Truman 1115 Menschen in 479 Haushalten. Die Bevölkerungsdichte betrug 395,4 Einwohner pro Quadratkilometer. In den 479 Haushalten lebten statistisch je 2,23 Personen.
Ethnisch betrachtet setzte sich die Bevölkerung zusammen aus 97,6 Prozent Weißen, 0,2 Prozent (zwei Personen) Afroamerikanern, 0,2 Prozent (zwei Personen) amerikanischen Ureinwohnern, 0,6 Prozent Asiaten sowie 0,4 Prozent aus anderen ethnischen Gruppen; 1,0 Prozent stammten von zwei oder mehr Ethnien ab. Unabhängig von der ethnischen Zugehörigkeit waren 2,4 Prozent der Bevölkerung spanischer oder lateinamerikanischer Abstammung.
23,5 Prozent der Bevölkerung waren unter 18 Jahre alt, 51,0 Prozent waren zwischen 18 und 64 und 25,5 Prozent waren 65 Jahre oder älter. 51,4 Prozent der Bevölkerung war weiblich.

Das mittlere jährliche Einkommen eines Haushalts lag bei 49.286 USD. Das Pro-Kopf-Einkommen betrug 24.623 USD. 7,2 Prozent der Einwohner lebten unterhalb der Armutsgrenze.